# Gouvernement Gakharia I
République de Géorgie
Bakhtadze II Gakharia II
Le gouvernement Gakharia I (en géorgien : გიორგი გახარიას მთავრობა) est le gouvernement de la république de Géorgie depuis le 8 septembre 2019, sous la IXe législature du Parlement.

## Historique et coalition
Le gouvernement est dirigé par le nouveau Premier ministre libéral Guiorgui Gakharia, précédemment vice-Premier ministre et ministre de l'Intérieur. Il est constitué et soutenu par le Rêve géorgien-Géorgie démocratique (KO-DS). Seule, il dispose de 96 députés sur 150, soit 64 % des sièges du Parlement.
Il est formé à la suite de la démission de Mamouka Bakhtadze, au pouvoir depuis juin 2018.
Il succède donc au gouvernement Bakhtadze, constitué et soutenu dans des conditions identiques.

### Formation
Le gouvernement Gakharia n'inclut que deux ministres entrants. D'une part, l'ancien Premier ministre Irakli Garibachvili, nommé ministre de la Défense ; d'autre part, l'ancien ministre de l'Intérieur Vakhtang Gomelaouri, qui retrouve son poste. Cinq jours après que le cabinet est entré en fonction, Maïa Tskitichvili et Tea Tsouloukiani sont nommées vice-Premières ministres.
Au sein de l'administration du gouvernement, Gakharia nomme dès sa prise de fonction Natia Mezvrichvili — vice-ministre de l'Intérieur à ses côtés depuis 2017 — comme directrice du cabinet. Celle-ci est derrière la rédaction d'une stratégie nationale d'élaboration de politiques qui unifie la communication entre les nombreuses agences gouvernementales et encourage des débats nationaux sur les propositions du gouvernement. Beka Dotchviri — proche du chef de l'exécutif depuis 2013 — devient son secrétaire parlementaire, chargé des Relations avec le Parlement, en novembre. En même temps, Gakharia créé un poste de porte-parole du gouvernement qu'il confie à Irakli Tchikovani, son conseiller international.

### Évolution
Le ministre de l'Éducation Mikheïl Batiachvili démissionne pour raisons personnelles deux mois après l'arrivée au pouvoir de Gakharia, tandis que la ministre d'État pour la Réconciliation et l'Égalité civile Ketevan Tsikhelachvili est nommée ambassadrice de Géorgie en Autriche en mai 2020 et quitte le gouvernement le 15 juin suivant. Elle est remplacée le 6 août par la vice-ministre de la Santé Tea Akhvlediani.

### Succession
Lors des élections législatives des 31 octobre et 21 novembre 2020, le Rêve géorgien confirme sa majorité absolue. À nouveau choisi comme candidat au poste de Premier ministre trois semaines après le scrutin, Guiorgui Gakharia remporte le vote de confiance des députés le 24 décembre à la tête de son second gouvernement.

## Composition
- Les nouveaux ministres sont indiqués en gras, ceux ayant changé d'attributions en italique.

| Fonction                                                                         | Titulaire | Titulaire                                                                              | Parti |
| -------------------------------------------------------------------------------- | --------- | -------------------------------------------------------------------------------------- | ----- |
| Premier ministre                                                                 |           | Guiorgui Gakharia                                                                      | KO-DS |
| Vice-Première ministre Ministre du Développement régional et des Infrastructures |           | Maïa Tskitichvili                                                                      | KO-DS |
| Vice-Première ministre Ministre de la Justice                                    |           | Tea Tsouloukiani (jusqu'au 01/10/2020)                                                 | KO-DS |
| Ministre des Finances                                                            |           | Ivané Matchavariani                                                                    | KO-DS |
| Ministre de l'Économie et du Développement durable                               |           | Natia Tournava                                                                         | KO-DS |
| Ministre des Déplacés internes, de la Santé, du Travail et des Affaires sociales |           | Eka Tikaradzé                                                                          | KO-DS |
| Ministre de l'Intérieur                                                          |           | Vakhtang Gomelaouri                                                                    | KO-DS |
| Ministre de la Défense                                                           |           | Irakli Garibachvili                                                                    | KO-DS |
| Ministre de l'Éducation, de la Science, de la Culture et des Sports              |           | Mikheïl Batiachvili (jusqu'au 07/11/2019) Mikheïl Tchkhenkeli (à partir du 13/11/2019) | KO-DS |
| Ministre des Affaires étrangères                                                 |           | David Zalkaliani                                                                       | KO-DS |
| Ministre de la Protection de l'environnement et de l'Agriculture                 |           | Levan Davitachvili                                                                     | KO-DS |
| Ministre d'État pour la Réconciliation et l'Égalité civile                       |           | Ketevan Tsikhelachvili (jusqu'au 15/06/2020) Tea Akhvlediani (à partir du 06/08/2020)  | KO-DS |